# Florencio Marin Jr.
Florencio Marin – belizeński polityk, członek Zjednoczonej Partii Ludowej, poseł z okręgu Corozal South East.

## Życiorys
Syn Florencio seniora, również polityka.
Związał się z chadecką Zjednoczoną Partią Ludową i z jej ramienia kandydował do parlamentu.
7 marca 2012 został członkiem Izby Reprezentantów z okręgu Corozal South East, w którym pokonał w wyborach przedstawiciela UDP: Raula Rosado, zdobywając 2999 głosów (stosunek głosów: 53,47% do 46,12%). Zjednoczona Partia Ludowa pozostała w tej kadencji w opozycji.